# Anarcoskin

La A cerchiata, simbolo dell'anarchia

Anarcoskin, anarco-skinhead o anarcho skinhead è un termine con il quale si indica uno skinhead che propugna come propria ideologia sociopolitica quella dell'anarchia.
Spesso gli anarcoskins simpatizzano per i membri della classe operaia e condividono i loro principi antirazzisti e antifascisti; spesso inoltre gli anarcoskins condividono delle ideologie, pur sempre legate a quella anarchica, come  il bakuninismo e varie altre. Ad oggi molti anarco-skinheads fanno parte di gruppi anarchici organizzati, come la statunitense ASAP o la FASH spagnola e dell'America Latina; altri ancora fanno parte della RASH ma questi sono più vicini ad ideologie quali l'anarco-comunismo, l'anarco-sindacalismo, il socialismo o il comunismo.

## Stile e abbigliamento
Per quanto riguarda il look, gli anarcoskins non differiscono molto dai Trojan Skinheads se non fosse per l'uso di cinture o bracciali con borchie e di magliette con sopra i loghi delle varie band; ciò è dovuto al fatto che gli anarcoskins tendono ad essere più vicini alla subcultura punk rispetto agli altri skinheads.
I soprabiti utilizzati sono soprattutto i bomber neri, verdi o blu scuro. Negli anni novanta era possibile vedere degli skinheads maschi con indosso abiti color bordeaux, ma oggi questo colore viene utilizzato quasi esclusivamente dalle skingirls. Inoltre tempo fa i redskins francesi avevano l'abitudine d'indossare dei bomber o delle giacche con l'interno color arancione e di mostrarlo al fine di differenziarsi dagli skin88. Ad ogni modo, gli anarcoskins indossano anche toppe, spille e ricami. Utilizzano anche giubbotti o giacche di jeans, spesso scoloriti e decorati con toppe o spille.
I pantaloni (quasi sempre jeans) indossati dagli uomini sono i Levi's 501; le ragazze usano soprattutto pantaloni stretti o minigonne.
Gli stivali indossati dagli uomini anarcoskins sono quasi sempre Dr. Martens o Grinders, mentre quelli indossati dalle donne sono spesso monkey boots (stivali bassi chiamati nel gergo inglese "stivali da scimmia").
Rispetto agli altri skins, gli anarcoskins usano una grande varietà di cappelli: berretti, cappelli da viaggio, coppole, bombette, pork pies, cappelli da rocker e vari altri.
Bracciali e braccialetti vengono indossati insieme a pantaloni stretti. Alcuni gruppi di skinheads associano il colore dei bracciali e dei lacci degli stivali ad un significato ben preciso, anche se ciò può differire da regione a regione (questo per quanto riguarda gli Stati Uniti d'America). In molti stati del Nord America i bracciali di colore rosso vengono indossati dagli anarcoskins.

### Organizzazioni anarcoskin
- Anarchist Skins and Punks (USA)
- Federación Anarco Skinhead (Spagna e America Latina)
- Red and Anarchist Skin Heads (mondiale)